# Калейдоскоп ужасов 2
«Калейдоскоп ужасов 2» (англ. Creepshow 2) — американский фильм ужасов-антология 1987 года режиссёра Майкла Горника, сиквел фильма 1982 года «Калейдоскоп ужасов». Картина состоит из трёх эпизодов — «Старый вождь деревянная голова» (англ. Old Chief Wooden Head), «Плот» (англ. The Raft) — экранизация одноимённого рассказа Стивена Кинга и «Путешествующий автостопом» (англ. The Hitchhiker), а также связующей их истории.

## Сюжет

### Пролог
Приезжает грузовик, нагруженный пачками комиксов «Калейдоскоп ужасов»; возле машины стоит мальчик Билли, который чего-то ждет. Из грузовика выходит призрак и дает ему новый выпуск журнала. Призрак улетает в свой замок и начинает рассказывать три страшные истории.

### «Старый вождь Деревянная Голова»
В американской глубинке пожилая супружеская пара Спрюсов содержит небольшой магазинчик, возле которого стоит деревянная статуя индейца. Торговля у стариков идёт неважно, поскольку работы у большинства местных жителей давно нет, и большую часть товаров приходится давать в кредит. Однажды в магазин приезжает вождь индейского племени по имени Бенджамин Белая Луна, задолжавший хозяину за неоднократно выдаваемые ему продукты. Он благодарит старого Рэя и оставляет ему в залог старинные украшения из бирюзы. Через некоторое время после его отъезда в магазин являются трое молодых людей — племянник вождя Сэм Белая Луна и двое его белых дружков-обалдуев, мажор Энди Кавана и Толстяк Гриббенс. Они громят магазин, убивают хозяев и забирают деньги и украшения. После того, как грабители ретируются, статуя индейца оживает и начинает преследовать убийц, остановившись не раньше, пока все трое не отправятся на тот свет. В эпилоге вождь навещает магазин покойных стариков, заметив в руке деревянной статуи скальп своего племянника. «Теперь дух твой, воин, может успокоиться», — торжественно произносит индеец и удаляется.

### «Плот»
Под осень две молодые пары студентов колледжа, Дейк, Лаверн, Рэнди и Рэйчел, приезжают на загородное озеро в лесную глушь. Стеснительный Рэнди сообщает друзьям, что на озере не только красиво, но и имеется чей-то плот, подходящий для того, чтобы загорать на нём и дурачиться. Плот действительно находится на месте, дрейфуя посреди водной глади. Решив подплыть поближе, неосторожные герои оставляют на берегу свой автомобиль, не сразу заметив колышащееся возле плота чёрное пятно, большое и маслянистое. На их глазах странная субстанция проявляет признаки разума и поначалу пожирает живую утку, а после поочередно захватывает и убивает пассажиров плота, переваривая их заживо. В финале Рэнди удаётся таки спрыгнуть в воду и ценой неимоверных усилий достичь спасительного берега. Но едва он торжествует победу над прожорливым существом, оно стремительно наползает на песчаную отмель, утаскивая Рэнди в пучину. В соседних кустах виднеется табличка с надписью «Купаться запрещено».
Съёмки производились на озере Granite Basin Lake, Прескотт, штат Аризона.

### «Путешествующий автостопом»
Поздним вечером Энни Лансинг, жена преуспевающего адвоката, натешившись с молодым любовником, возвращается на автомобиле домой. Уставшая и взволнованная, она не замечает голосующего на автостраде афроамериканца и нечаянно его сбивает. Не желая иметь неприятностей ни с полицией, ни с мужем, Энни скрывается с места происшествия. Появившийся вскоре водитель грузовика замечает стремительно нёсшийся навстречу автомобиль, но не разбирает ни лица водителя, ни номера машины. По дороге домой Энни гложет совесть, и, помутившись рассудком, она замечает преследующий её призрак погибшего, который каждый раз пытается влезть к ней в машину с возгласом «Спасибо за то, что подвезли!» Окровавленное тело убитого выглядит столь натурально и проявляет такую прыть, что несчастной виновнице дорожного происшествия стоит немалого труда от него избавиться. Однако, даже добравшись домой, где, к её удовлетворению, ещё не появился задержавшийся по службе Джордж Лансинг, Энни с ужасом встречает в гараже свою жертву, после чего умирает там от сердечного приступа. Появившийся вскоре адвокат находит в машине труп супруги.

### Интерлюдия
В анимированной интерлюдии развивается история юного Билли, любителя комиксов с ужастиками, вырастившего у себя на огороде гигантскую венерину мухоловку, которой он скармливает преследующую его банду малолетних хулиганов.

## В ролях

##### Пролог
- Том Савини — призрак
- Доменик Джон — Билли

##### Старый вождь Деревянная Голова
- Джордж Кеннеди — Рэй Спрюс
- Дороти Ламур — Марта Спрюс
- Холт Маккэлани — Сэм Уайтмун
- Фрэнк Сальседо — Бен Уайтмун
- Дон Харви — Энди Кавано

##### Плот
- Пол Саттерфилд — Дейк
- Джереми Грин — Лаверн
- Дэниэл Бир — Рэнди
- Пэйдж Ханна — Рэйчел

##### Путешествующий автостопом
- Лоис Чайлз — Энни Лансинг
- Дэвид Бикрофт — любовник Энни
- Том Райт — автостопщик
- Стивен Кинг — водитель грузовика, камео